# Lemme de Schreier
Pour les articles homonymes, voir Schreier.
En mathématiques, le lemme de Schreier est un résultat de théorie des groupes permettant, à partir d'une partie génératrice d'un groupe et d'une transversale d'un sous-groupe, de construire une partie génératrice de ce sous-groupe.

## Énoncé
Soient :
- {\displaystyle G} un groupe ;
- {\displaystyle S} une partie génératrice de {\displaystyle G} ;
- {\displaystyle H} un sous-groupe de {\displaystyle G} ;
- {\displaystyle T} une transversale à droite de {\displaystyle H} dans {\displaystyle G}, contenant l'élément neutre.

Pour tout élément {\displaystyle g} de {\displaystyle G}, on note {\displaystyle {\overline {g}}} l'élément de {\displaystyle T} qui a la même classe à droite :
Alors, {\displaystyle H} est engendré par le sous-ensemble

## Exemple
Si {\displaystyle H} est d'indice 2 dans {\displaystyle G}, alors {\displaystyle S} contient au moins un {\displaystyle q\notin H}, et on peut prendre comme transversale {\displaystyle T=\{1,q\}}. On peut de plus se ramener au cas où {\displaystyle q} est le seul élément de {\displaystyle S} qui n'appartient pas à {\displaystyle H} (en remplaçant les autres par leur produit par {\displaystyle q}). On calcule alors
{\displaystyle ts({\overline {ts}})^{-1}={\begin{cases}{\text{si}}~s=q\quad {\text{et}}&{\begin{cases}t=1:&q({\overline {q}})^{-1}=1\\t=q:&q^{2}({\overline {q^{2}}})^{-1}=q^{2}\end{cases}}\\{\text{si}}~s\in S\setminus \{q\}~{\text{et}}&{\begin{cases}t=1:&s({\overline {s}})^{-1}=s\\t=q:&qs({\overline {qs}})^{-1}=qsq^{-1}.\end{cases}}\end{cases}}}
{\displaystyle H} est donc engendré par {\displaystyle q^{2}} joint aux éléments de {\displaystyle S\setminus \{q\}} et à leurs conjugués par {\displaystyle q}.

## Applications
- On en déduit immédiatement que si {\displaystyle G} est un groupe de type fini et {\displaystyle H} un sous-groupe d'indice fini alors {\displaystyle H} est de type fini.
- Ce lemme est également une première étape dans la preuve par Schreier du théorème de Nielsen-Schreier, selon lequel tout sous-groupe d'un groupe libre est libre.

## Source
(en) Marshall Hall, Jr., The Theory of Groups [détail des éditions], p. 96-97 (à ceci près que Hall appelle classes à gauche nos classes à droite)